# Saint Patrick's Basilica
Saint Patrick's Basilica är en kyrka i Montréal i Kanada. Den invigdes 17 mars 1847 för irländska immigranters behov. Den fick mindre basilikas status 1989 av Johannes Paulus II.